# Stazione di Kremmen
La stazione di Kremmen è la stazione ferroviaria della città tedesca di Kremmen.